# 別爾希夫齊 (桑博爾區)
49°38′7″N 23°6′2″E / 49.63528°N 23.10056°E
韋爾希夫齊（烏克蘭語：Верхівці），是烏克蘭西部的村莊，隸屬利維夫州的桑比爾區。該村始建於1633年，面積9.47平方公里，海拔高度291米，2001年該城鎮人口1,047。